# Paul Boffa
Paul Boffa (Vittoriosa, 30 giugno 1890 – Paola, 6 luglio 1962) è stato un politico maltese, primo Primo ministro laburista di Malta (1947–50) dopo il ripristino dell'autogoverno da parte dell'autorità coloniale britannica dopo la fine della seconda guerra mondiale.

## Biografia
Nacque a Vittoriosa il 30 giugno 1890, Paul (Pawlu) Boffa si è laureato nel 1912 in medicina all'Università di Malta. Durante la prima guerra mondiale prestò servizio sia Salonicco che su navi ospedaliere presso il Royal Medical Corps di Malta. Dopo la guerra iniziò a praticare privatamente a Paola. Nel 1921 sposò Genoveffa Cecy con la quale ebbe due figli e due figlie: Salvino (Vivi), Hilda, Joseph (Profs), Carmelina (Melina).
Entrò in politica nel 1921, quando a Malta fu concesso l'autogoverno unendosi, nel 1923, al Partito Laburista. Fu eletto all'Assemblea legislativa ai sensi della Costituzione Amery-Milner nel 1924, 1927 e 1932, e nominato capo del Partito Laburista nel 1927. Il Partito Laburista e il Partito Costituzionale formarono per le elezioni del 1927 un accordo elettorale, noto come il "patto", Compact . Grazie a questo accordo, il Partito Costituzionale fu in grado di formare un governo monocolore con il sostegno esterno del Labour. Nel 1932 Boffa fu l'unico candidato del partito laburista eletto all'Assemblea legislativa, poi sciolta nel 1933. Fu nominato membro dell'Executive Council dal 1936 al 1939 e fu eletto, nuovamente come unico rappresentante laburista, nel Council of Government nel 1939.
Durante la seconda guerra mondiale, Boffa prestò servizio come commissario distrettuale e ufficiale medico dell'ARP nelle aree di Cottonera, Paola, Tarxien e Luqa. Nel 1941 ha ricevuto l'Ordine dell'Impero Britannico (OBE).

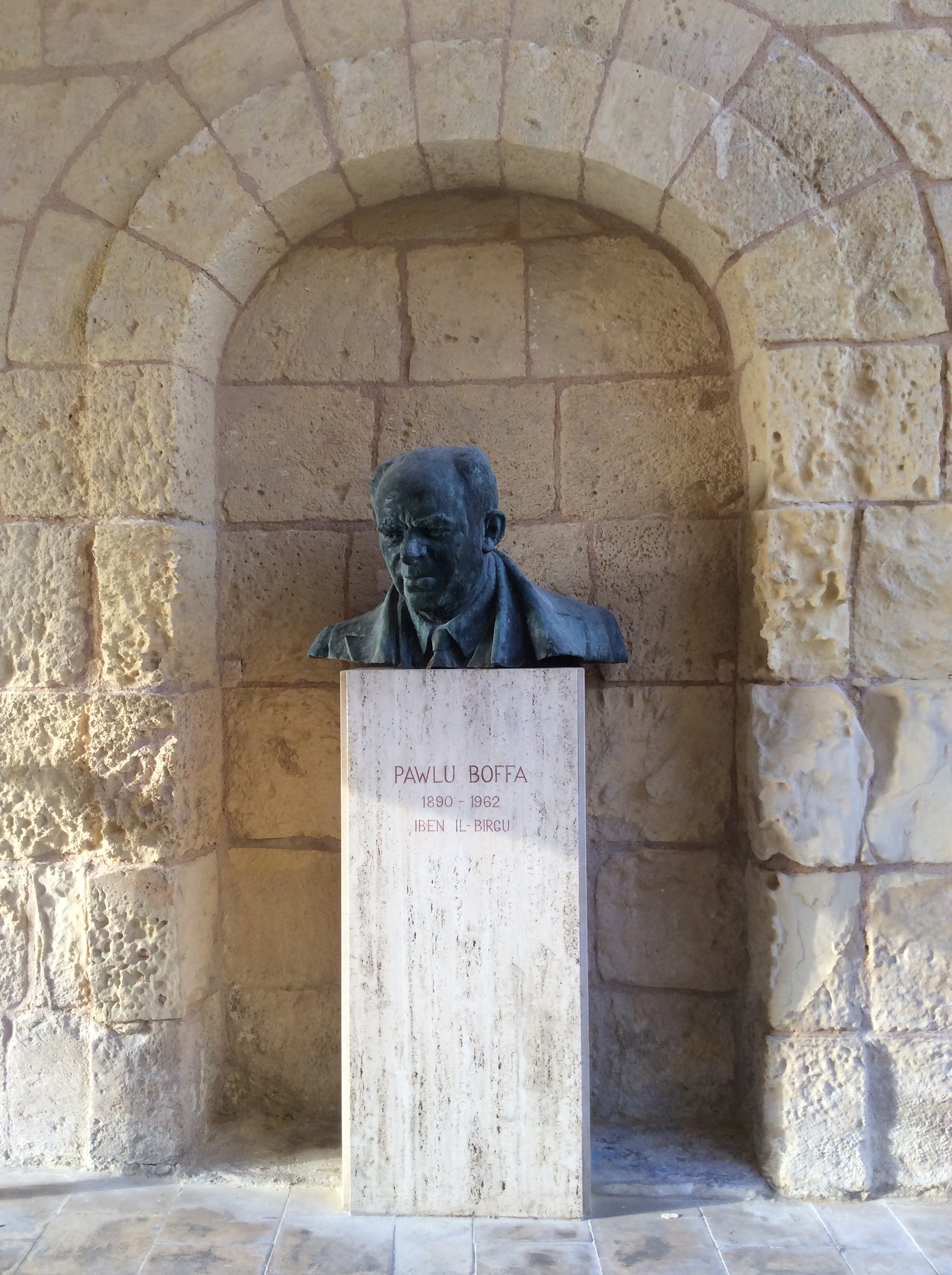
Monumento a Pawlu Boffa all'ingresso di Birgu

Alle elezioni del 1945 fu nuovamente eletto nelle liste del Partito Laburista. Raggiunse l'apice della sua carriera politica nel novembre del 1947, quando divenne primo Primo ministro di un governo laburista a Malta. Nel 1949, in seguito all'ultimatum alla Gran Bretagna in merito agli aiuti finanziari, il Partito Laburista si divise, ma Boffa continuò ad esercitare la funzione di Primo Ministro. Successivamente ha fondato e guidato il Partito dei Lavoratori di Malta (Malta Workers' Party), MWP), che tuttavia, nel 1950, perse le elezioni.
Fu rieletto in Parlamento nel 1951 e di nuovo nel 1953. Sebbene non abbia mai più ricoperto la carica di Primo Ministro, si è unito a un governo di coalizione con il Partito Nazionalista guidato da Giorgio Bor Olivier come ministro ai servizi sanitari e sociali. Quando nel 1955 Boffa lasciò per motivi di salute, il Partito dei Lavoratori non si presentò alle elezioni. Tuttavia si interessò sempre di politica venendo nominato presidente onorario del Partito dei Lavoratori Cristiani.
Nel 1956 fu nominato Knight Bachelor nella lista degli onori di Capodanno in riconoscimento agli illustri servizi pubblici da lui resi. Gli fu anche assegnata la Stella del 1914-18, la medaglia del servizio generale, la medaglia della vittoria, la medaglia dell'incoronazione e la medaglia della difesa.
Fu determinante per ottenere il riconoscimento della lingua maltese nei tribunali, nell'introduzione dell'istruzione primaria obbligatoria e delle pensioni di vecchiaia, nonché la concessione del voto alle donne. È deceduto nel 1962 nella sua residenza a Paola ed è sepolto nel cimitero di Tarxien.
L'ex King George V Hospital di Floriana, un monumento dedicato agli uomini della Marina mercantile morti nella prima guerra mondiale, nel 1976 fu ribattezzato Sir Paul Boffa Hospital.